# Mount Emu Creek
Mount Emu Creek är ett vattendrag i Australien. Det ligger i delstaten Victoria, omkring 210 kilometer väster om delstatshuvudstaden Melbourne.
Trakten runt Mount Emu Creek består till största delen av jordbruksmark. Runt Mount Emu Creek är det mycket glesbefolkat, med 7 invånare per kvadratkilometer. Genomsnittlig årsnederbörd är 919 millimeter. Den regnigaste månaden är juni, med i genomsnitt 122 mm nederbörd, och den torraste är februari, med 24 mm nederbörd.